# Алън (окръг, Кентъки)
Окръг Алън (на английски: Allen County) е окръг в щата Кентъки, Съединени американски щати. Площта му е 912 km², а населението - 17 800 души (2000). Административен център е град Скотсвил.